# Nonpoint
Nonpoint – amerykańska grupa muzyczna, powstała w 1997 roku w Fort Lauderdale. Do 2010 roku grupa sprzedała 700 tys. albumów w Stanach Zjednoczonych.

## Dyskografia
| Separate Yourself                       | - Data: 8 grudnia 1998 - Wydawca: wydanie własne            | –   |                  |
| Struggle                                | - Data: 18 maja 1999 - Wydawca: Jugular Records             | –   |                  |
| Statement                               | - Data: 10 października 2000 - Wydawca: MCA Records         | 166 |                  |
| Development                             | - Data: 25 czerwca 2002 - Wydawca: MCA Records              | 52  |                  |
| Recoil                                  | - Data: 3 sierpnia 2004 - Wydawca: Lava Records             | 115 |                  |
| To the Pain                             | - Data: 8 listopada 2005 - Wydawca: Bieler Bros.            | 147 | - USA: 80 tys.+  |
| Vengeance                               | - Data: 6 listopada 2007 - Wydawca: Bieler Bros.            | 129 | - USA: 6,4 tys.+ |
| Miracle                                 | - Data: 4 maja 2010 - Wydawca: Rocket Science               | 60  | - USA: 8,0 tys.+ |
| Nonpoint                                | - Data: 9 października 2012 - Wydawca: Razor & Tie          | 63  | - USA: 7,3 tys.+ |
| The Return                              | - Data: 30 września 2014 - Wydawca: Razor & Tie/Metal Blade | 39  | - USA: 8,1 tys.+ |
| The Poison Red                          | - Data: 8 lipca 2016 - Wydawca: Spinefarm Records           | 73  | - USA: 7,3 tys.+ |
| „–” oznacza, że album nie był notowany. |                                                             |     |                  |